# Victoria Kamamalu
Victoria Kamamalu, även kallad Wikolia Kamehamalu Keawenui Kaʻahumanu-a-Kekūanaō‘a, född 1 november 1838 i Honolulu, död 29 maj 1866 i Honolulu, var prinsessa, tronföljare och regent i kungariket Hawaii. Hon var Kuhina Nui (medregent) 1855–1863, och regent 1863. 
När hennes bror kung Kamehameha IV dog 30 oktober 1863 utan att utse en efterträdare, tillträdde hon regentskapet, som sitt lands regeringschef, tills en ny kung var utsedd. Vissa historiker räknar henne dock inte som regent utan som Hawaiis första kvinnliga monark. Under sin andra brors regeringstid var hon 1863–1866 officiell tronföljare.

## Biografi

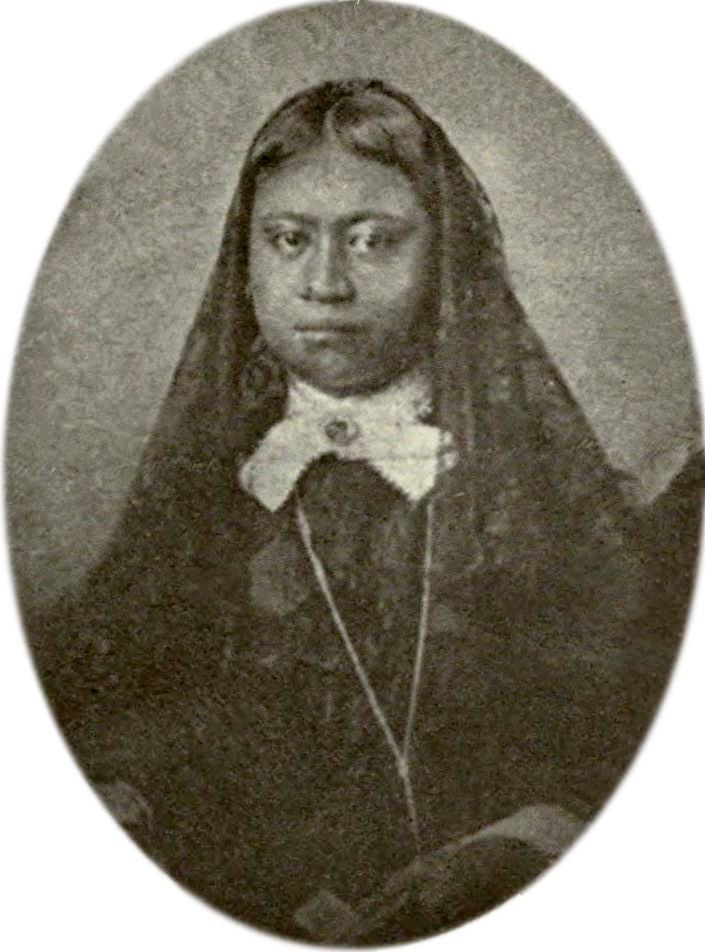
Victoria Kamamalu.

Hon var dotter till drottning Kaahumanu II (död 1838) och dennas tredje man Mataio Kekuanaoa, guvernör av Oahu, och fick namnet Victoria efter Viktoria I av Storbritannien som återgett hennes farbror Kamehameha III hans makt efter Pauletaffären. Hon utbildades i kungliga skolan med sina bröder och kusiner och förväntades en dag bli kuhina nui (medregent) eller monark. 
Hennes far lät uppföra det första Iolanipalatset i Honolulu, som snart gjordes till kungapalats. Hon var fostersyster till den framtida drottning Lili'uokalani. 
År 1853 gjorde hon en rundresa genom Hawaii och hyllades då på ett sätt som påminde om dyrkan. Hon beskrivs som en god pianist och vokalist och sjöng i kören vid Kawaiahaokyrkan. Hon ansågs vara proamerikansk och umgicks en del med amerikanska missionärer.

### Kuhina nui
Victoria var arvtagare till positionen som kuhina nui, medregent och inrikesminister, men på grund av hennes ålder skildes posterna som medregent och inrikesminister 1855. Samma år blev hon medregent och president för kungens råd vid sin brors tronbestigning. 
Som kuhina nui var det också hennes uppgift att vara regent under perioder av interregnum, en funktion hon också fyllde då hennes bror 1863 avled utan arvtagare. Han efterträddes av en av hennes andra bröder. Hon blev av sin bror utnämnd till tronföljare 1863, och skulle ha blivit regerande drottning om hon inte dött före honom.
Hon var sedan barndomen trolovad med William Charles Lunalilo, men vigseln förhindrades av hennes bröder eftersom deras barn enligt traditionen skulle få högre status än hennes bröder. Hon förälskade sig kort före sin död i Monsarrat, en gift engelsk auktionsförrättare; denne förvisades då av monarken och hon tvingades i egenskap av medregent skriva under förvisningspapperen. 
Hon dog ogift och barnlös. Under sina sista år vände hon sig bort från kristendomen till den ursprungliga hawaiianska kulturen, och hennes begravning kritiserades kraftigt av utlandet för sin "hedendom" då den skedde enligt traditionell ritual. 